# Romain Ciaravino
Romain Ciaravino, född 24 januari 1984 i Sausset-les-Pins, är en fransk fotbollsspelare. Han har bland annat spelat för Istres och Laval i Ligue 2.
Hans far Michel Ciaravino spelade i Ligue 1 för FC Girondins de Bordeaux och AS Nancy.